# Wonder Gorge

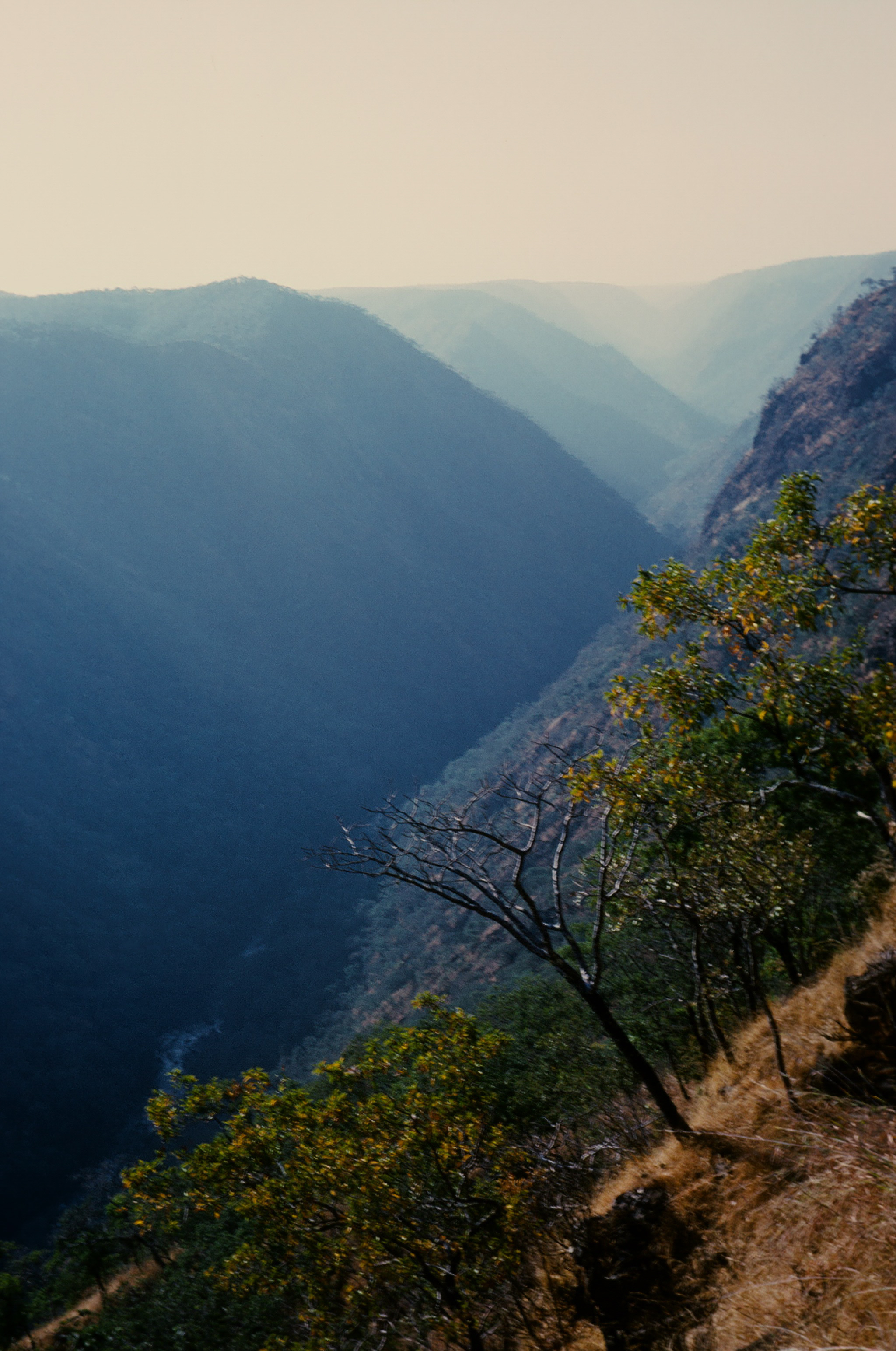
Wąwóz Wonder Gorge

Wonder Gorge (pl. Cudowny Przełom) – wąwóz w Dystrykcie Mkushi w zambijskiej Prowincji Centralnej. Tworzy go spływająca ze zboczy gór Muchinga rzeka Lunsemfwa, żłobiąc skały osadowe na długości kilku kilometrów. Jest bardzo stromy i stosunkowo wąski. Jego głębokość wynosi ok. 300 m. Mniej więcej w połowie długości łączy się z rzeką Mkushi, która również tworzy podobny wąwóz.
U zbiegu Lunsemfwa i Mkushi położony jest punkt widokowy Bell Point, któremu, ze względu na naturalne piękno widoku, nadano status National Monument (pl. Pomnik Narodowy). Jego nazwa pochodzi od Miss Grace Bell, przyjaciółki E. Knowlesa Jordana, który był prawdopodobnie pierwszym Europejczykiem, który dotarł w tę okolicę około 1913 roku.
Okoliczny teren jest pofałdowany i porośnięty lasami miombo. 